# Sisigambis
Sisigambis je bila kćer ahemenidskog perzijskog vladara Artakserksa II. Memnona, žena Arsama od Ostana, te majka perzijskog vladara Darija III. čiju je vladavinu Perzijskim Carstvom okončao Aleksandar Makedonski.
Nakon bitke kod Isa i poraza perzijske vojske 333. pr. Kr. Darije III. je bježeći pred Makedoncima morao napustiti gotovo cijelu obitelj, uključujući majku Sisigambis, te kćeri Dripetis i Stateiru II. Navodi se kako je Aleksandar prema zarobljenicima odnosio s velikim poštovanjem.
Stateira I. umrla je prilikom porođaja 331. pr. Kr. a povjesničari dvoje je li njeno dijete bilo Darijevo ili Aleksandrovo. Rimski povjesničar Kvint Kurcije Ruf tvrdi kako je Sisigambis proglasila Aleksandra njenim „jedinim sinom“ jer ju je Darije III. napustio tokom bitke, što mu nikada nije oprostila.
Godine 334. pr. Kr. udala je svoju unuku Stateiru II. za Aleksandra Makedonskog. Kada je čula za njegovu smrt, povukla se u svoje odaje te je umrla od žalosti, iako se spominje i samoubojstvo.

## Poveznice
- Artakserkso II.
- Darije III.
- Ahemenidsko Perzijsko Carstvo

## Vanjske poveznice
- Sisigambis - kraljica majka (Pothos.org)  Arhivirana inačica izvorne stranice od 14. svibnja 2011. (Wayback Machine)
- Sisigambis - obiteljsko stablo (Fabpedigree.com)
- Sisigambis (AncientLibrary.com)  Arhivirana inačica izvorne stranice od 18. listopada 2009. (Wayback Machine)